# Mallikarjun Kharge

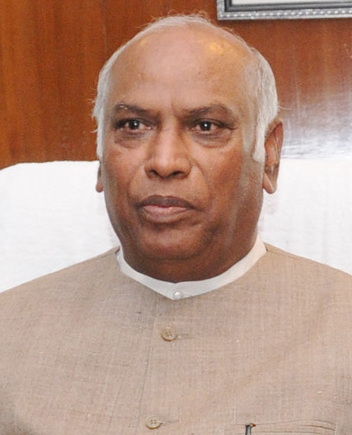
Mallikarjun Kharge

M. Mallikarjun Kharge (Mapanna Mallikarjun Kharge; Kannada: ಮಲ್ಲಿಕಾರ್ಜುನ ಖರ್ಗೆ; * 21. Juli 1942 in Varavatti, Distrikt Bidar, Karnataka) ist ein indischer Politiker (Kongresspartei). Von 2009 bis 2014 war er Minister im Kabinett Manmohan Singh II, zunächst als Minister für Arbeit und Beschäftigung, ab 2013 dann als Eisenbahnminister. Zuvor hatte er verschiedene Ministerämter in seinem Heimatbundesstaat Karnataka bekleidet.

## Biografie
Mallikarjun Kharge wurde am 21. Juli 1942 im Dorf Varavatti im Distrikt Bidar im Norden des heutigen Bundesstaates Karnataka geboren. Er stammt aus einer Familie von Marathi sprechenden Dalits (Kastenlosen). Kharge bekennt sich, wie viele marathisprachige Dalits, zum Buddhismus in der Tradition des Sozialreformers B. R. Ambedkar. Er ist verheiratet und hat fünf Kinder.
Seine Ausbildung schloss Kharge mit einem Bachelor of Arts und einem Bachelor of Laws an Colleges in Gulbarga ab. Nach dem Studium arbeitete er als Rechtsanwalt. Kharges politische Karriere in der Kongresspartei begann 1969 als Vorsitzender des Kongress-Komitees in der Stadt Gulbarga. Von 1972 bis 2009 war er Abgeordneter im Unterhaus Karnatakas, der Karnataka Legislative Assembly. Er verteidigte seinen Wahlkreis bei Bundesstaatswahlen neunmal in Folge. Während seiner Zeit in der Bundesstaatspolitik bekleidete Kharge verschiedene Ministerämter in mehreren Kongress-geführten Regierungen Karnatakas: Von 1976 bis 1978 war er Staatsminister für Primär- und Sekundärbildung, 1979 wurde er Minister für ländliche Entwicklung und Panchayati Raj, und von 1980 bis 1983 bekleidete er das Amt des Finanzministers. Von 1990 bis 1992 war er erneut Minister für ländliche Entwicklung und Panchayati Raj, von 1992 bis 1994 Minister für Kooperation und mittlere und große Betriebe, von 1999 bis 2004 Minister für Inneres, Infrastruktur und Bewässerung sowie von 2004 bis 2006 Minister für Wasserressourcen und Verkehr. Außerdem war er von 1996 bis 1999 und von 2008 bis 2009 Oppositionsführer.
Kharge war dreimal Anwärter für den Posten des Chief Ministers (Regierungschefs) von Karnataka, verfehlte das Ziel aber jedes Mal: Nach der Wahl 2004 war er als neuer Chief Minister im Gespräch, letztlich setzte der Koalitionspartner der Kongresspartei, die Partei Janata Dal (Secular) (JD(S)), aber durch, dass statt Kharge N. Dharam Singh das Amt übernahm. Im Vorfeld der Wahl 2008 war Kharges Führungsanspruch in seiner Partei unbestritten, die Kongresspartei verlor die Wahl aber gegen die Bharatiya Janata Party (BJP). Nach der Wahl 2013 kehrte die Kongresspartei in Karnataka wieder an die Macht zurück, Kharge konnte sich im Ringen um den Posten des Chief Ministers aber nicht gegen seinen parteiinternen Konkurrenten Siddaramaiah durchsetzen.
2009 trat Kharge erstmals bei den Wahlen zur Lok Sabha, dem Unterhaus des gesamtindischen Parlaments, an und konnte den Wahlkreis Gulbarga für sich entscheiden. Nach der Wahl wurde er als Minister für Arbeit und Beschäftigung in die Regierung Manmohan Singhs berufen. Im Zuge einer Umstrukturierung des Kabinetts wechselte er im Juni 2013 in das Amt des Eisenbahnministers. Im Januar 2014 übernahm Kharge außerdem kommissarisch die Leitung des Ministeriums für soziale Gerechtigkeit und Mitwirkungsmöglichkeiten. Bei der Parlamentswahl 2014 wurde die Kongress-Regierung wieder abgewählt. Trotz des landesweit katastrophalen Abschneidens der Kongresspartei konnte Kharge seinen Wahlkreis aber verteidigen und zog erneut als Abgeordneter in die Lok Sabha ein.